# São João do Itaperiú
São João do Itaperiú – miasto i gmina w Brazylii, w stanie Santa Catarina. Znajduje się w mezoregionie Vale do Itajaí i mikroregionie Itajaí.